# Växjö IK
Växjö IK var en ishockeyklubb från Växjö i Småland som bildades omkring 1954 när IFK Växjö prioriterade ner ishockeyn för att satsa på andra idrotter. Ishockeysektionen bildade då eget, under ledning av Gunnar Forsberg, och tog namnet Växjö IK. Föreningen spelade sju säsonger i Division II mellan åren 1956 och 1966. Till säsongen 1971/72 gick man samman med Östers IF:s ishockeysektion och bildade Växjö HC.